# 118
118 (сто и осемнадесета) година по юлианския календар е невисокосна година, започваща в петък. Това е 118-а година от новата ера, 118-а година от първото хилядолетие, 18-а година от 2 век, 8-а година от 2-рото десетилетие на 2 век, 9-а година от 110-те години. В Рим е наричана Година на консулството на Адриан и Фуск (или по-рядко – 871 Ab urbe condita, „871-вата година от основаването на града“).

## Събития
- Консули в Рим са император Адриан и Гней Фуск Салинатор.